# Suillus placidus
Bolet ivoire, Bolet placide, Bolet agréable
Espèce
Statut de conservation UICN

 NT  : Quasi menacé
Suillus placidus, le Bolet ivoire, est une espèce rare de champignon (Fungi) basidiomycète du genre Suillus. C'est une espèce quasi menacée. Il est caractérisé par ses teintes blanches, son pied plutôt long pour un Suillus et son habitat sous pins à 5 aiguilles.

## Taxonomie
Le nom correct complet (avec auteur) de ce taxon est Suillus placidus (Bonord.) Singer, 1945.
L'espèce a été initialement classée dans le genre Boletus sous le basionyme Boletus placidus Bonord., 1861.

### Synonymes
Suillus placidus a pour synonymes :
- Boletus placidus Bonord., 1861
- Gyrodon placidus (Bonord.) Fr.
- Ixocomus placidus (Bonord.) E.-J. Gilbert, 1931
- Suillus plorans subsp. placidus (Bonord.) Pilát (1959), 1959
- Suillus plorans subsp. placidus (Bonord.) Pilát (1961), 1961
- Uloporus placidus (Bonorden) Quélet, 1886

### Noms vulgaires et vernaculaires
Ce taxon porte en français les noms vernaculaires ou normalisés suivants : bolet ivoire,, bolet placide, bolet agréable.

## Description du sporophore
Les bolets sont des champignons dont l'hyménophore, constitué de tubes et terminés par des pores, se sépare facilement de la chair du chapeau. Ce chapeau d'abord rond, recouvert d'une cuticule, devient convexe à mesure qu’il vieillit. Ils ont un pied (stipe) central assez épais et une chair compacte. Les caractéristiques morphologiques de S. placidus sont les suivantes :
Son chapeau mesure 4 à 14 cm, il est très visqueux, blanc d'ivoire à crème.
L'hyménophore présente des tubes blancs à crème. Les pores sont fins à moyens, concolores aux tubes puis moutarde.
Son stipe mesure 6 à 15 cm x 1 à 2,5 cm, blanc à blanc crème puis rapidement avec des granulations brun-rouge sur toute la surface.
La chair est blanche. Sa saveur est douce et son odeur est mêlée de Cèpe et de caoutchouc.

### Caractéristiques microscopiques
Ses spores mesurent 7,5 à 10 μm x 3 à 4 μm, elles sont elliptiques-fusoïdes.

## Galerie

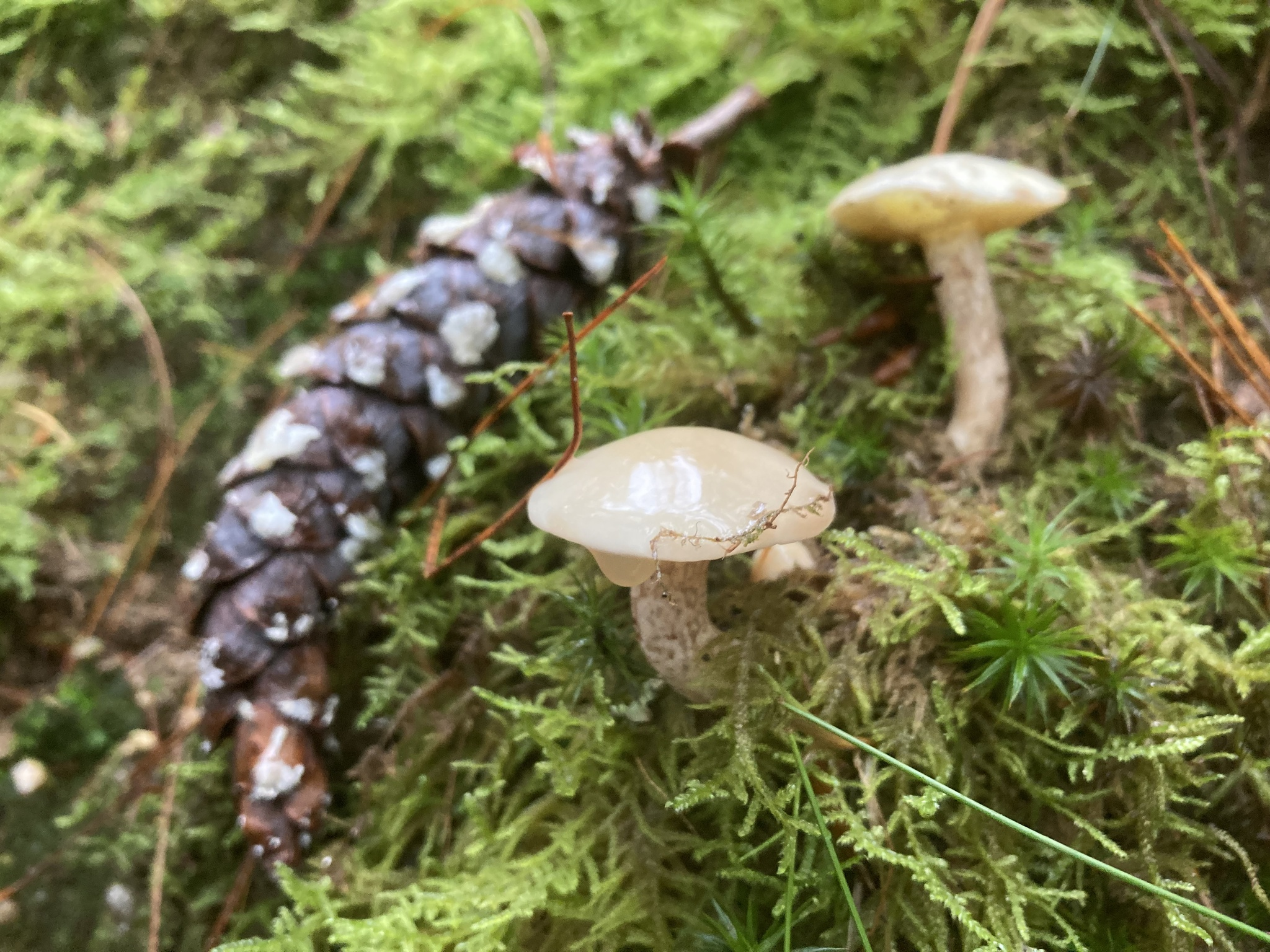
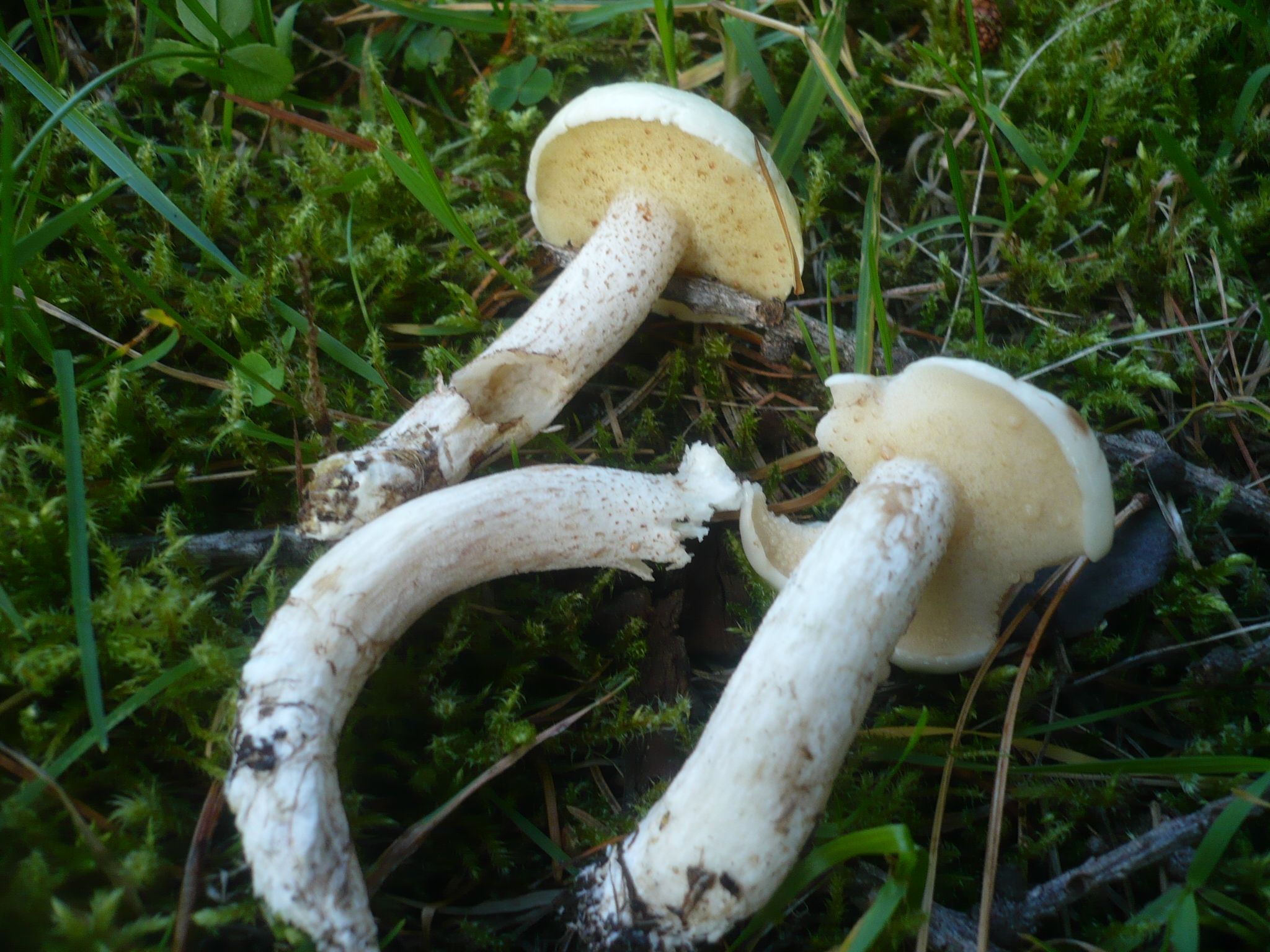
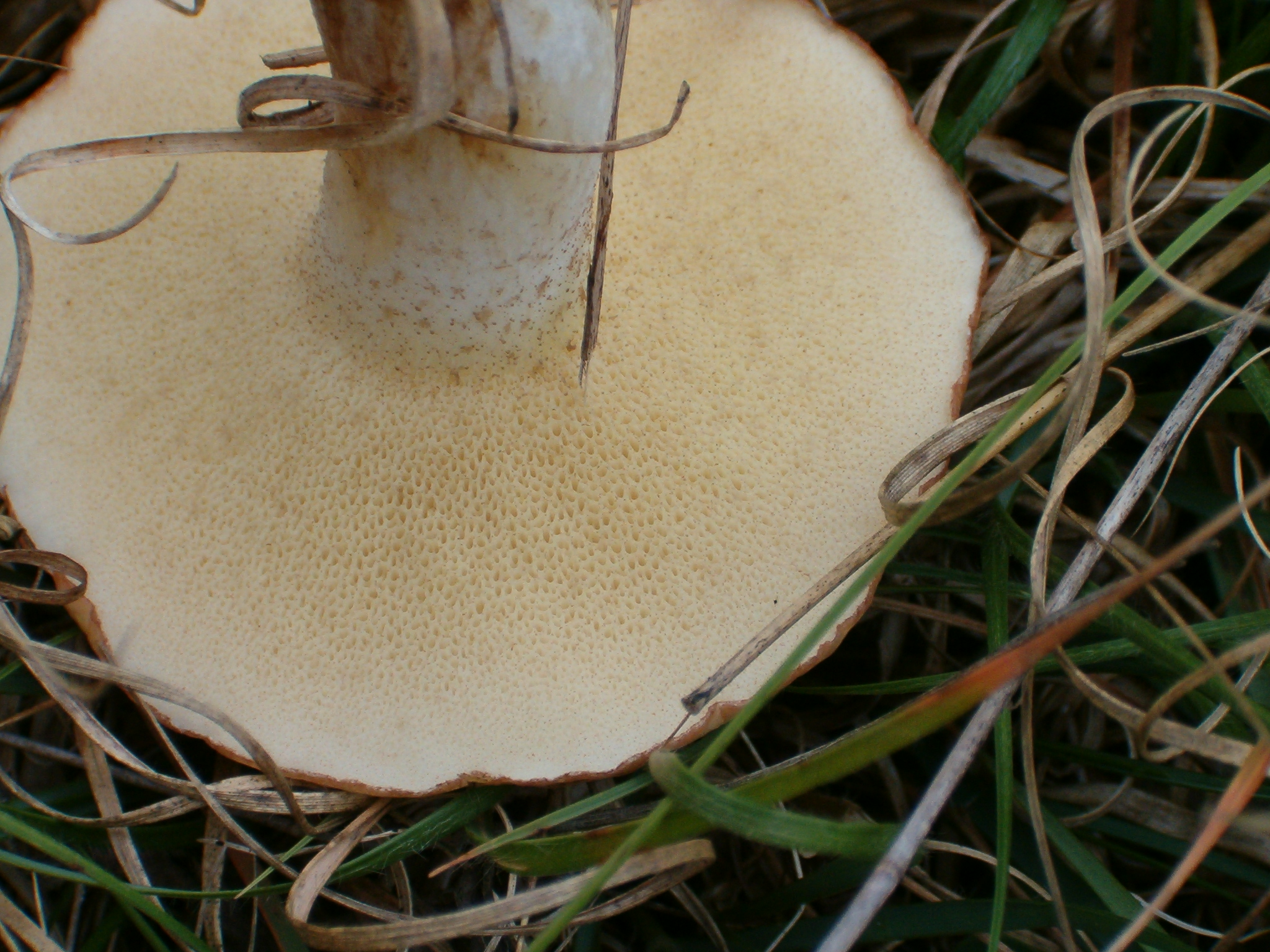
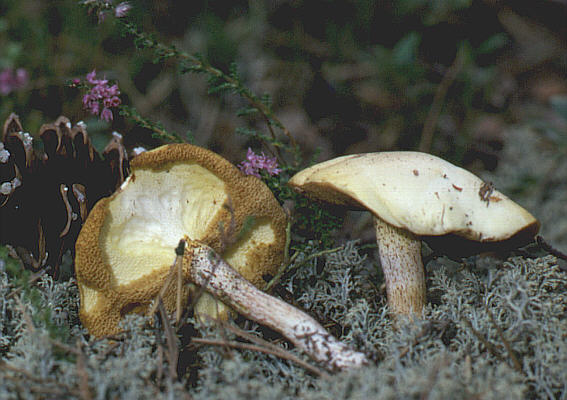
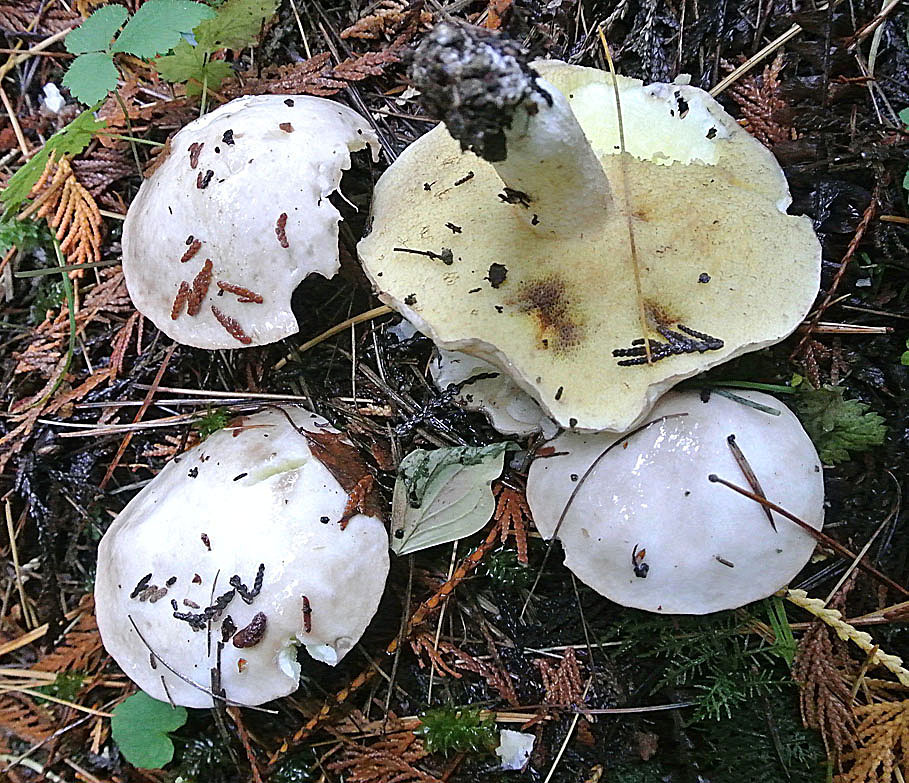
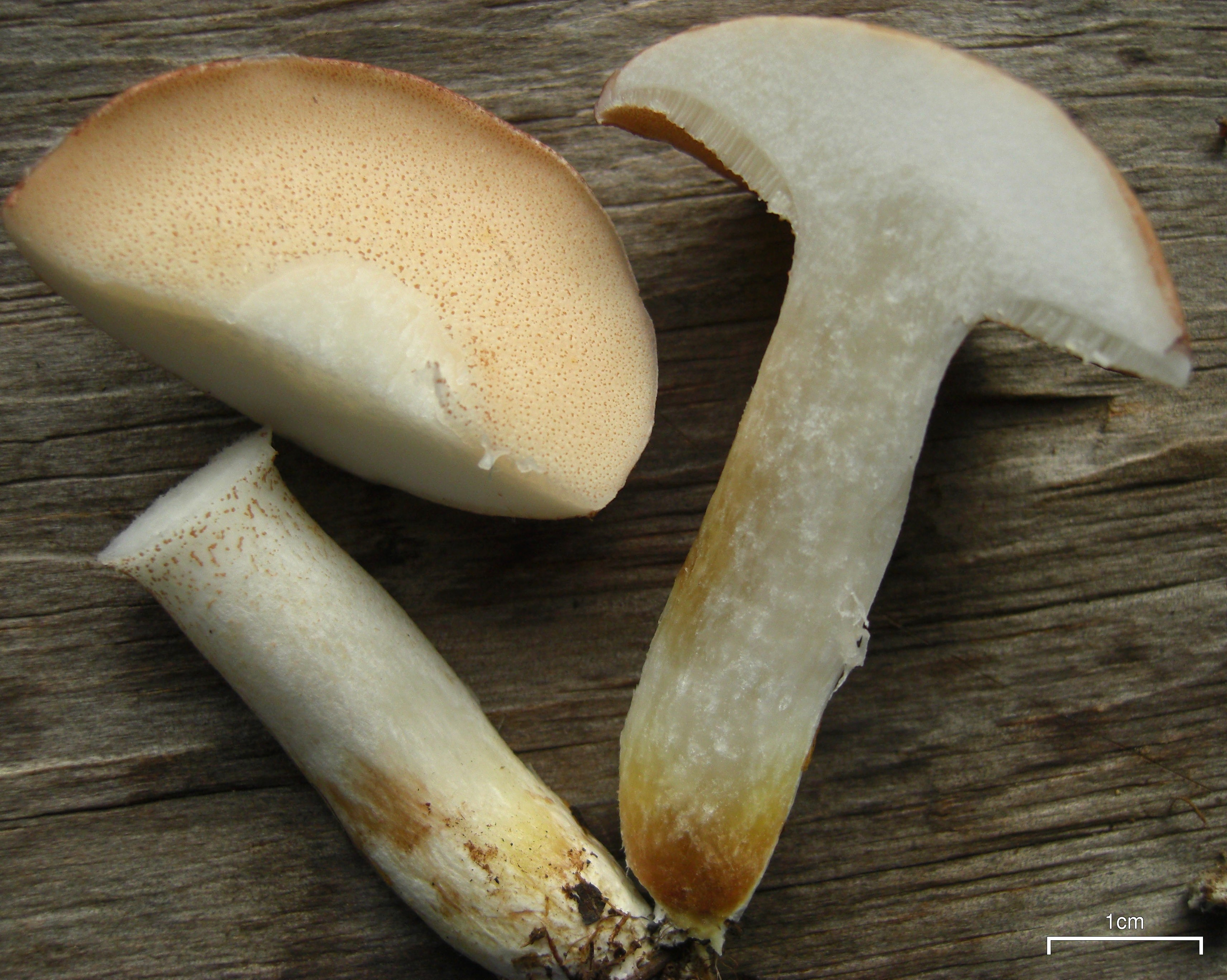
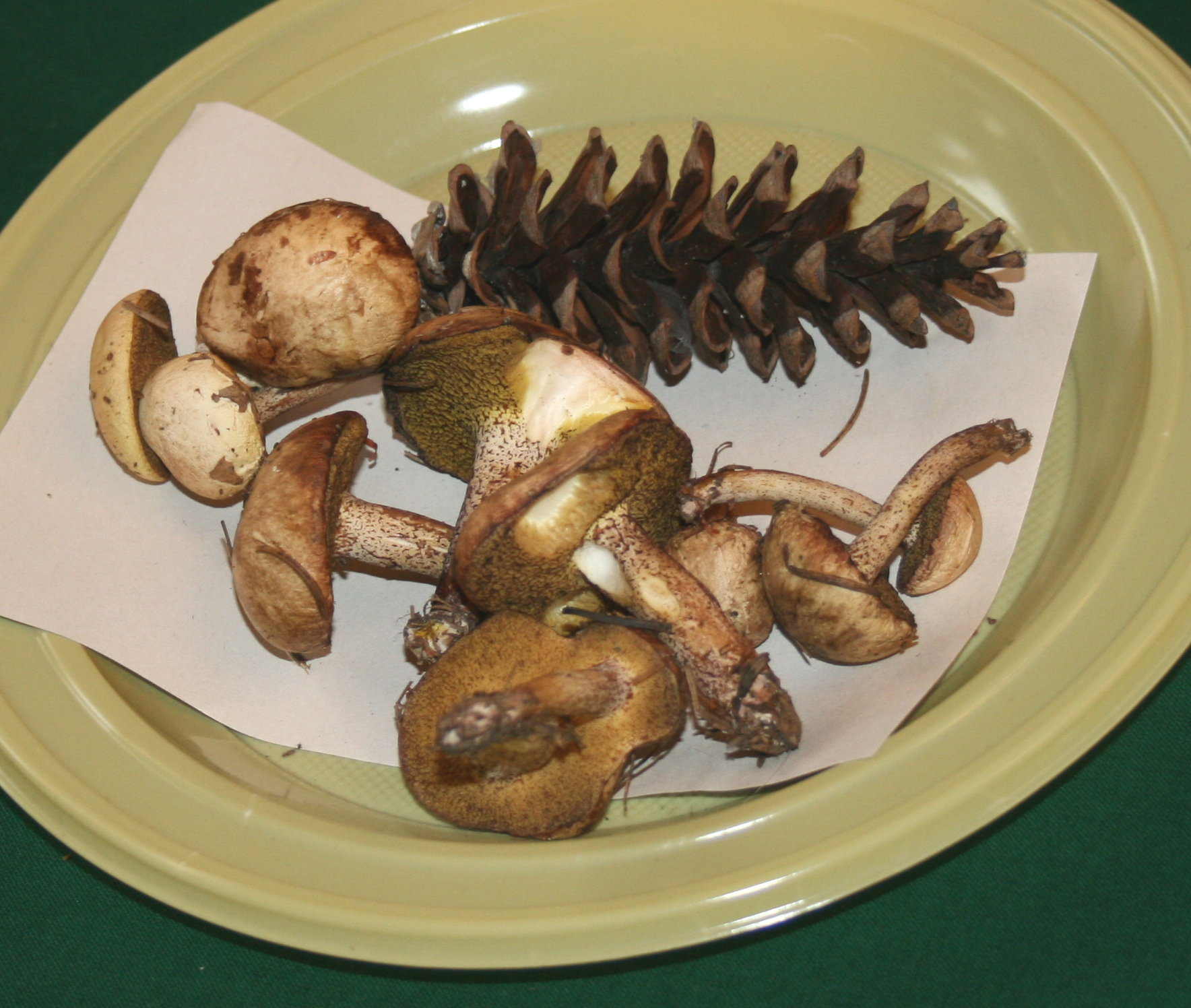
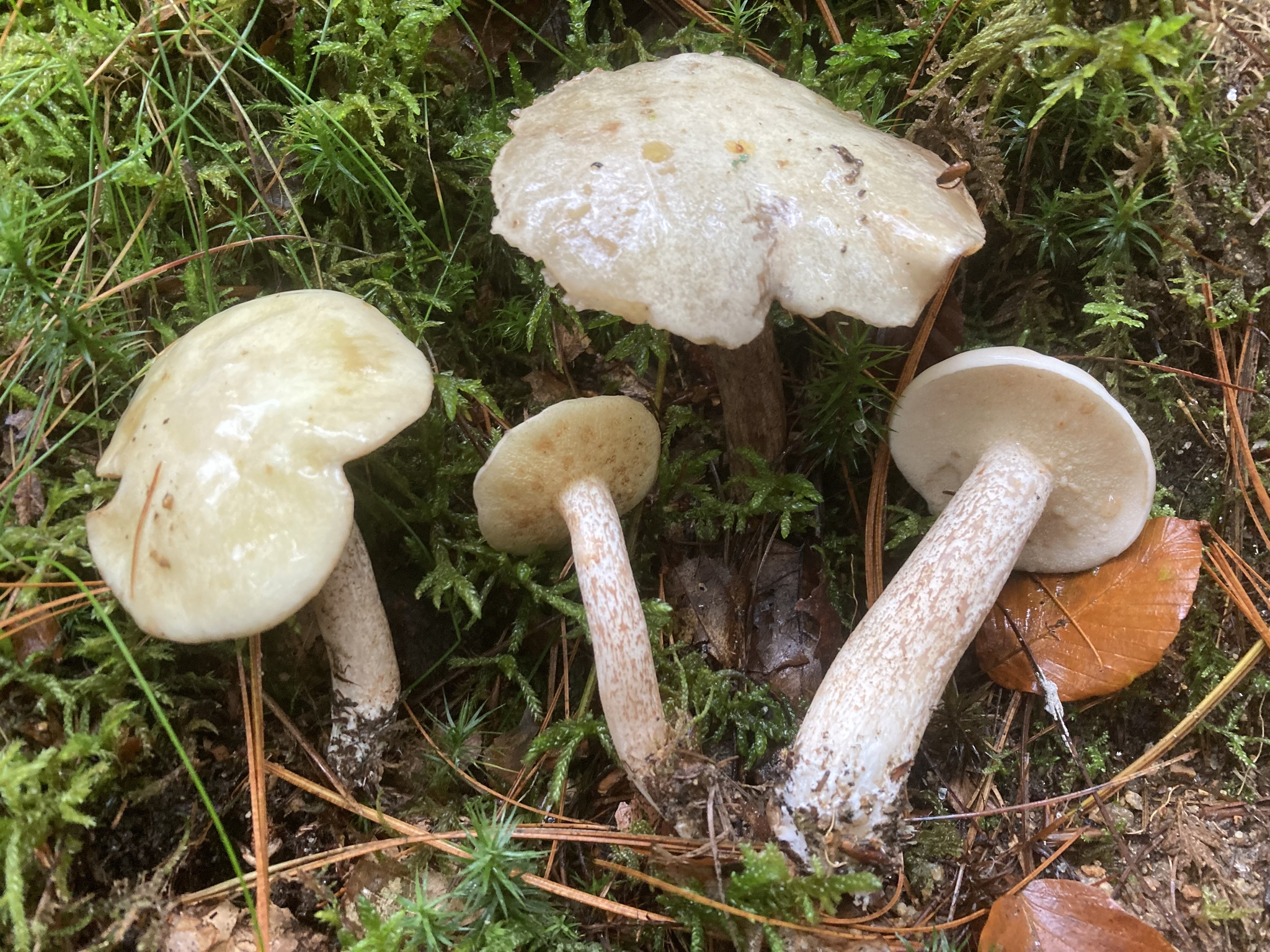
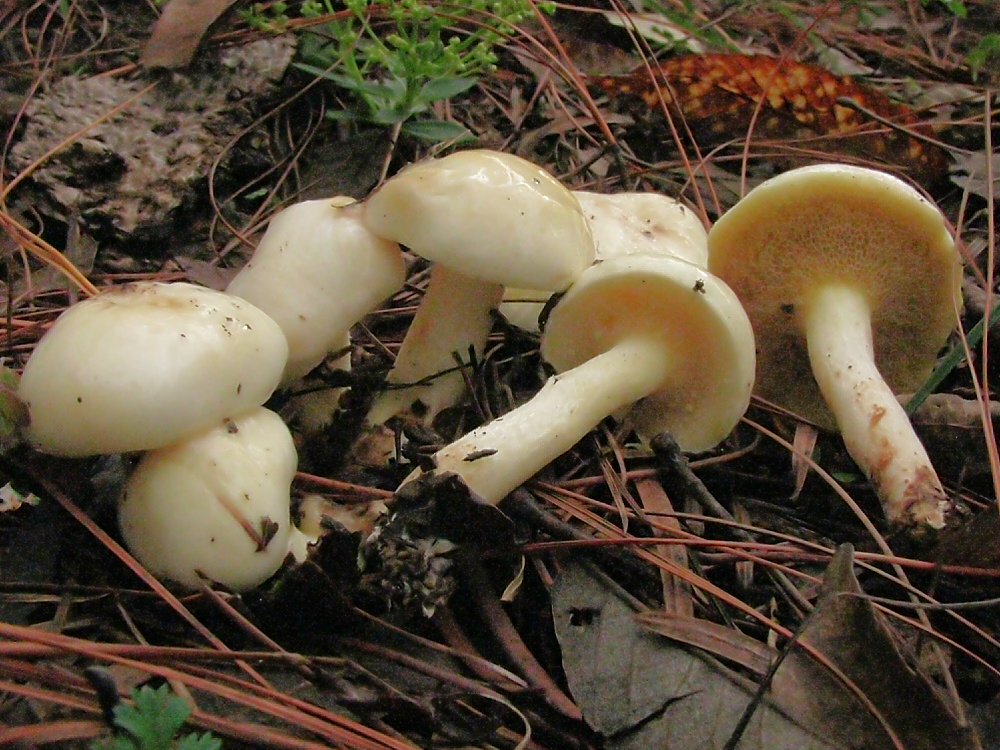

## Variétés et formes
- Suillus placidus var. fusipes pousse sous Pinus cembra et a une réaction subnulle à l'ammoniaque[5].

## Habitat et distribution

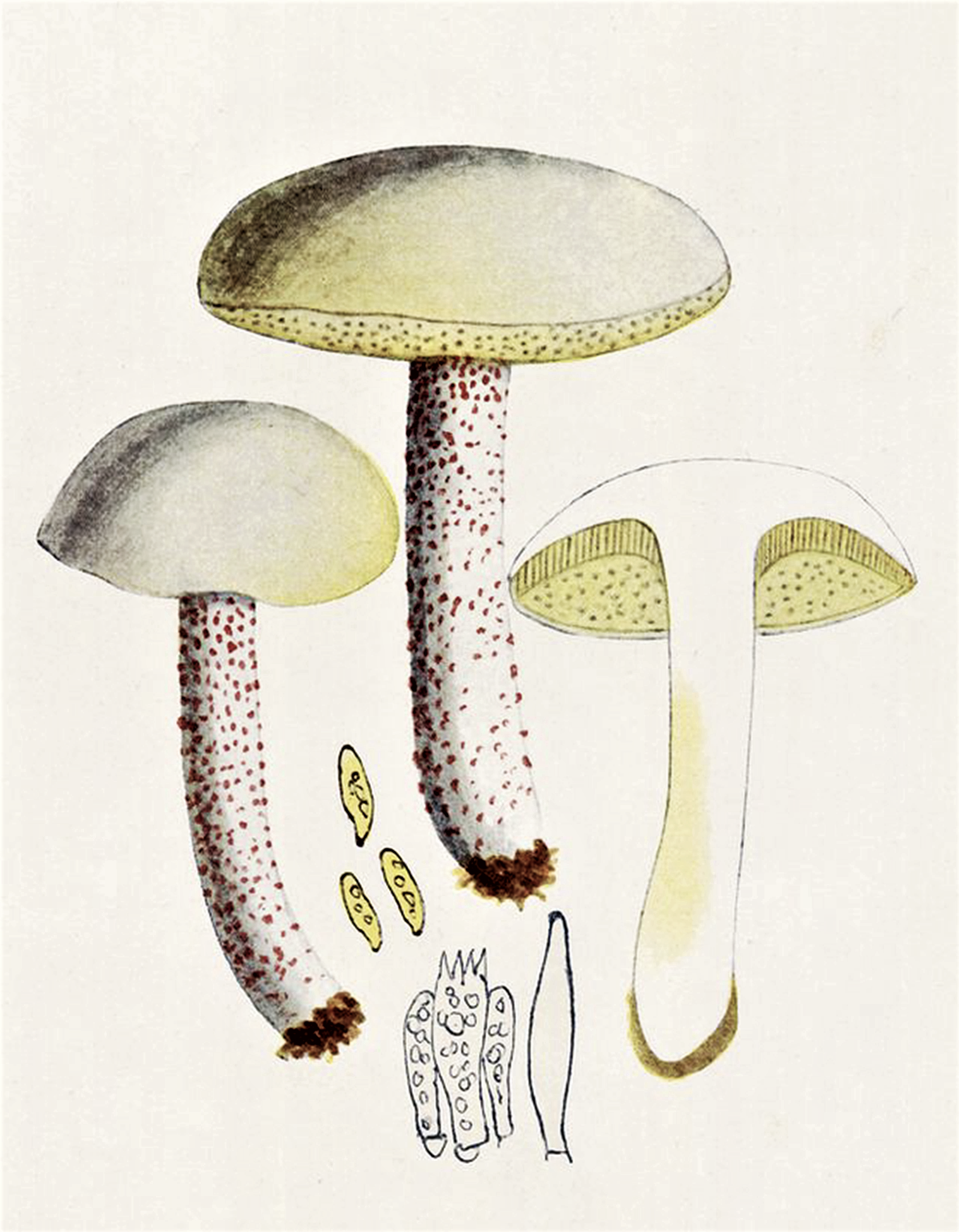
Illustration du Bolet ivoire par Giacomo Bresadola.

Il s'agit un champignon ectomycorhizien, poussant uniquement sous les pins à 5 aiguilles et surtout sous les pins Weymouth (Pinus strobus).

## Comestibilité
Comme tous les bolets du genre Suillus, le Bolet ivoire est un comestible médiocre, plus au moins laxatif selon la tolérance individuelle, la quantité consommée et le degré de maturité des spécimens consommés. Pour cela il est préconisé de ne cueillir que des jeunes spécimens, de retirer le pied fibreux, de peler la cuticule et de consommer une quantité modeste la première fois pour évaluer sa propre tolérance aux effets laxatifs. Sa rareté devrait inciter à ne pas le consommer, il ne fait état d'aucune consommation traditionnelle ou occasionnelle notable, de sorte qu'il peut être considéré comme sans intérêt alimentaire .

## Confusions possibles
- La forme blanche du Bolet jaune (Suillus luteus) peut prêter à confusion, mais elle porte un anneau sur le pied.
- Le Bolet de Bellini (Suillus bellinii) est aussi tout blanc au départ, mais il pousse sous les pins à deux aiguilles et est généralement moins élancé[6]. Comestible jeune, bien cuit, en quantité limitée, après évaluation de sa tolérance aux effets laxatifs.